# Рахмилевич, Моше
Рахмилевич Моше (2 сентября 1899, Мстиславль, Российская империя — 1985, Иерусалим, Израиль) — израильский врач и учёный-гематолог.

## Биография
Моше Рахмилевич родился в городе Мстиславль в семье купца-лесопромышленника Элиэзера-Липмана Рахмилевича и Двоши Зак. В Бобруйске, куда семья вскоре переехала, он окончил хедер метуккан, затем продолжив образование в гимназии.
Покинув по настоянию отца Россию в 1919 году, Рахмилевич занялся в Европе изучением медицины. Сначала, до 1923 года, он проходил обучение в Кёнигсбергском университете, затем продолжил в Берлинском, получив в 1925 году после его окончания степень доктора. Переехав в 1926 году в Эрец-Исраэль, Рахилевич около года проработал в иерусалимской больнице «Биккур-холим».
С 1926 по 1931 годы Рахмилевич проходил специализацию по внутренним болезням и гематологии в медицинских учреждениях Нью-Йорка (комплекс Маунт-Синай), Гамбурга, Амстердама и Парижа. Вернувшись в 1931 году в Иерусалим, он устроился врачом-ординатором в терапевтическое отделение больницы «Хадасса», с 1939 года занимая должность заведующего отделением внутренних болезней той же больницы на горе Скопус. Являясь одним из основателей в конце 1940-х годов медицинского факультета, а также медицинской школы Еврейского университета в Иерусалиме, Рахмилевич занимает в 1950 году должность профессора, а в 1957—1961 годах — декана медицинского факультета.
Рахмилевич, долгое время считаясь лучшим диагностом и терапевтом в Израиле, являлся личным врачом Д. Бен-Гуриона, Л. Эшкола и И. Бен-Цви.
В 1960 году он стал председателем Израильского общества гематологии и переливания крови, а в 1972—1974 годах — Международного гематологического общества. За свои заслуги в 1964 году учёный был удостоен Государственной премии Израиля по медицине.
Рахмилевич был женат на Хаве Померанц и имел двух сыновей, Даниеля и Элиэзера, оба из которых стали профессорами медицины.
Одна из улиц района Писгат-Зеев в Иерусалиме носит его имя.
Научная деятельность Рахмилевича касалась в основном болезней крови, в первую очередь различных видов анемии. Его работы по метаболизму витамина B12, а также по этиологии и терапии анемии Аддисона-Бирмера (авитаминоза B12) получили признание в мировом научном сообществе. Будучи несколько лет членом экспертной комиссии по авитаминозу B12 Всемирной организации здравоохранения, Рахмилевич как её представитель посетил некоторые связанные с этим заболеванием страны, в том числе СССР.